# Justine Skye
Justine Indira Skyers (Brooklyn, 24 de agosto de 1995) é uma cantora, compositora, atriz e modelo nascida em Forte Greene, Brooklyn, Nova Iorque, descendente de uma família Jamaicana.

## Carreira
Justine Indira Skyers, nascida em 24 de agosto de 1995, conhecida profissionalmente como Justine Skye, é uma cantora, compositora, atriz e modelo nascida em Forte Greene, Brooklyn, Nova Iorque, descendente de uma família Jamaicana. Sua mãe, Nova Perry, é advogada e é descendente afro-jamaicana e indo-jamaicana, e seu pai, Christopher Skyers é um comerciante corporativo VP e é descendente afro-jamaicano.
Uma nativa do Brooklyn cuja infância foi mergulhada nas artes, Skye assinou seu primeiro contrato antes mesmo de entrar na fase adulta, depois que uma combinação de talento bruto e conhecimento do Tumblr começou a chamar a atenção nos círculos da indústria, Justine Skye acompanhou sua mãe a um painel de música detidos pelo BMI, organização de direitos de desempenho, durante a sessão de perguntas e respostas, Justine surpreendeu todos os presentes pedindo para cantar, em frente a vários executivos de música, ela realizou um cover de “Black and Gold” do Sam Sparro. A nativa de Brooklyn posteriormente levou lições de canto e aprimorou sua composição, depois trabalhou com August Rigo e Eric Hudson. Suas sessões levaram a Everyday Living, um R&B contemporâneo confiante lançado em agosto de 2013.
Durante esse tempo, ela fez uma música “Collide” com o rapper Tyga. Em outubro de 2015, ela atuou no TIDAL10X20, um evento criado por Jay Z e em um show Tommy Hilfiger no Brasil. Ela também fez aparições na televisão, incluindo uma aparição no episódio final da House of DVF.
Em 2016, ela deixou a Atlantic Records e assinou com a Roc Nation e Republic Records. Em dezembro de 2016, ela lançou o seu novo EP “8 Ounces”. Já em 2017, ela lançou seu álbum primeiro álbum chamado Ultraviolet. O álbum apresenta singles como “U Don't Know”, “Back For More” e “Don't Think About It".

A capacidade de Justine Skye de criar uma faixa rapidamente e sua voz marcante a tornaram uma excelente profissional, mas com o tempo, um vazio acabou se desenvolvendo quando Skye sentiu sua identidade artística se distanciando cada vez mais, independentemente da gravadora com a qual ela assinou. Nunca desperdiçando uma experiência, esse período se transformou em lições que construíram a coragem e a determinação que ela precisava para finalmente sair por conta própria e se tornar uma artista independente. “Foi aterrorizante porque eu estava no sistema de gravadoras desde os 17 anos e pensava ‘O que devo fazer? Como faço para marcar uma sessão?'”, lembra ela. “Senti como se estivesse nua no mundo, e todos sabiam e olhavam para mim, esperando que eu fizesse algo ou esperando que eu falhasse.”

Então em 2019 Justine Skye saiu da Roc Nation e desta vez como artista independente criando sua própria gravadora Nynetineth. Seguido disso Skye lançou seu EP chamado “Bare With Me”. As seis faixas do EP introduziram um novo lado de Justine Skye. Logo após Justine resolveu transformar o seu EP em um álbum com mais 4 faixas adicionais, tornando-o um trabalho completo. Ela introduziu o álbum com o novo single “No Options”, com isso, Skye se conecta com qualquer pessoa que tenha deixado um relacionamento tóxico. O single é seguido por “Too High” e “Million Days”, a música parece sincera e mostra seu lado mais emocional, o álbum é completado com uma versão ao vivo simplificada de sua música “Maybe” chamada “Maybe Deconstructed”.
Em 2020 em meio a pandemia, Skye usou seu tempo para encontrar maneiras de se conectar. Um dos resultados foi seu cover de “Helplessly Hoping” de Crosby, Stills & Nash, que chegou ao lendário produtor Timbaland, que logo estendeu a mão para colaborar em uma música original. Então, uma música se tornou outra e depois outra e de repente virou sessões de Space & Time e tomavam forma através do IG TV até se transformar em um álbum que destila a magia dessas sessões em uma declaração coesa que incorpora a confiança e a visão da cantora. “Fui capaz de processar todas as minhas emoções muito mais porque neste álbum, estou realmente falando sobre coisas que acho que estava com medo de confrontar ou simplesmente nunca tive confiança para dizer”, lembra ela. “Essa é a melhor coisa que já fiz na minha vida. Eu sou a escritora dominante deste projeto, o que nunca aconteceu antes.”, diz Skye. Sua primeira colaboração com Timbaland “Intruded” também é o primeiro single do projeto e dá o tom para o álbum. “Se apaixonar pode fazer você se sentir meio louca. Quando escrevi ‘Intruded’, escrevi sobre estar completamente vulnerável. Uma compreensão de que você sabe o quanto quer aquela pessoa, e você vai dizer a ela o quanto você a quer, mesmo correndo o risco de soar como louca.”, diz ela. “Timbaland sabia exatamente como construir a história musical em torno de minhas letras e as cordas no final da música, incorporam minhas emoções.” A aliança deles acendeu uma chama dentro de Skye, que diz que nunca esteve tão animada para compartilhar novas músicas. “Minha história e o meu som finalmente se uniram. Nunca fui tão vulnerável ou sincera quanto neste álbum. Estou realmente colocando tudo para fora, me divertindo e sendo eu mesma. Músicas como "It's About Time" e "In My Bag" refletem a autoconfiança duramente conquistada que ela construiu ao longo do tempo. “Tudo o que aconteceu antes — todos os altos e baixos da minha carreira e apenas as experiências pelas quais passei — não fico sentada pensando em nada disso porque tudo aconteceu por uma razão e para eu chegar a esse ponto. — diz Skye. E com este novo álbum, ela cria um caminho musical e pessoal próprio que deixa muito claro porque ela o chama de “o manual da garota má”.